# يان ويلسون (ملحن)
يان ويلسون (بالإنجليزية: Ian Wilson) هو ملحن بريطاني، ولد في 16 ديسمبر 1964 في بلفاست في المملكة المتحدة.

## وصلات خارجية
- يان ويلسون على موقع ميوزك برينز (الإنجليزية)
- يان ويلسون على موقع ميوزك برينز (الإنجليزية)
- يان ويلسون على موقع أول ميوزيك (الإنجليزية)
- يان ويلسون على موقع ديسكوغز (الإنجليزية)